# Novorostrum decorocrus
Novorostrum decorocrus is een tienpotigensoort uit de familie van de Porcellanidae. De wetenschappelijke naam van de soort is voor het eerst geldig gepubliceerd in 1998 door Osawa.